# Snowborcyna Skała

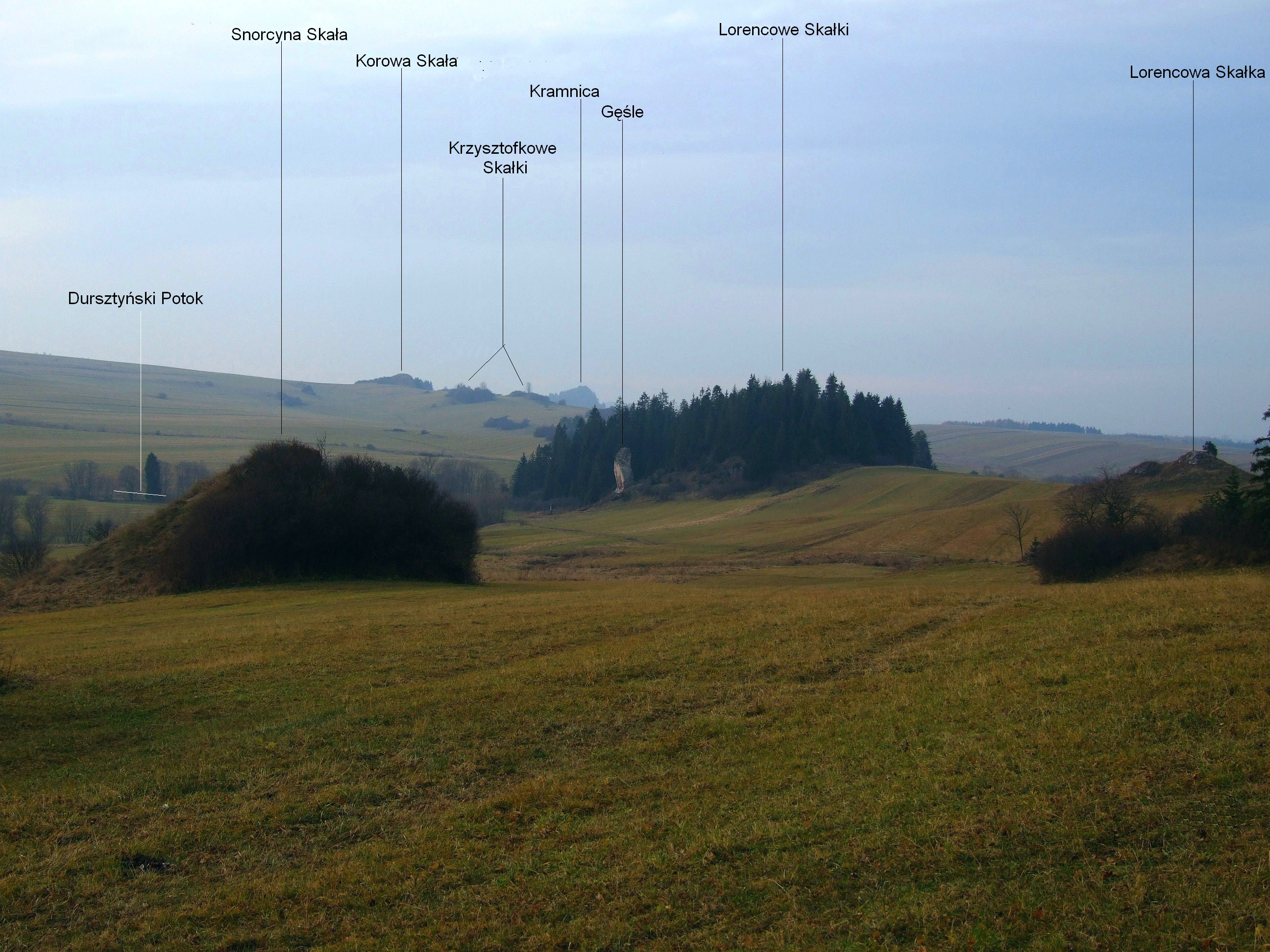
Niektóre Dursztyńskie Skałki

Snowborcyna Skała, Snoborcyna Skała – jedna ze skałek w grupie wschodniej Skałek Dursztyńskich w Pieninach Spiskich. Jej nazwa pochodzi od nazwiska, czy też przezwiska właściciela gruntu. Znajduje się pomiędzy Lorencowymi Skałkami a Borsukową Skałą, ale nieco na południe od głównego grzbietu Dursztyńskich Skałek. Częściowo porastają ją zarośla, częściowo jest goła i trawiasta. Jest to samotna skała, z wszystkich stron otoczona jest łąkami. Po jej południowej stronie spływa Dursztyński Potok.
Snowborcyna Skała znajduje się w granicach wsi Krempachy w województwie małopolskim, w powiecie nowotarskim. Zbudowana jest ze skał osadowych jednostki czorsztyńskiej (utwory osadowe alb – mastrycht). Pomiędzy nią a pozostałymi skałami przebiega główna linia nasunięcia skał. Polną drogą pomiędzy Snowborcyną Skałą a Lorencowymi Skałkami prowadzi szlak rowerowy.

## Szlaki turystyczne
– czerwony szlak rowerowy. Odcinek z Krempach do Dursztyna.